# Atya scabra
El cosol, que también recibe el nombre de gazapo, por comunidades ribereñas que habitan al sur Colombia (Atya scabra) es una especie de camarón de agua dulce de la familia Atyidae. Los cosoles pueden alcanzar una longitud de aproximadamente 89 mm en machos, mientras que las hembras son generalmente más pequeñas, alcanzando aproximadamente 64 mm. Vive en fondos rocosos en ríos conectados al océano Atlántico. La especie está muy extendida desde México hasta Brasil, Cuba, Jamaica e islas del Caribe. En Colombia se encuentran en la costa pacífica, en inmediaciones del rio Telembi y rio patia. En África, se encuentra en la costa atlántica tropical, desde Liberia hasta Angola, así como en las islas de Cabo Verde y las islas del golfo de Guinea (Santo Tomé y Príncipe, Bioko y Annobón).